# Liga Nacional de Básquet 1991-92
La temporada 1991-92 de la Liga Nacional de Básquet fue la octava edición de la máxima competencia de clubes argentinos en dicho deporte. Además de ello, fue la tercera y última temporada consecutiva que se disputó con catorce equipos.
Se inició en octubre de 1991 y finalizó el 26 de mayo del 1992 con el quinto partido de la serie final entre el Atenas de Córdoba y el defensor del título, Gimnasia y Esgrima Pedernera Unidos de San Luis en el Estadio Polideportivo Carlos Cerutti de la ciudad de Córdoba, donde se consagraría campeón como local el equipo cordobés, luego de ganar la serie final 4 a 1. Respecto a la anterior temporada, los descendidos Echagüe Paraná y Santa Paula de Gálvez fueron reemplazados por River Plate, Quilmes de Mar del Plata y Olimpia de Venado Tuerto.
Además del descenso de River Plate, Olimpo de Bahía Blanca desertó de continuar en la liga una vez terminada la misma.
Entre el 22 de diciembre y el 7 de febrero hubo un receso estival a fin de evitar las altas temperaturas.

## Posiciones finales
| Equipo | Equipo                         | PJ | PG | PP | Pts |
| ------ | ------------------------------ | -- | -- | -- | --- |
| 1.º    | Atenas                         | 50 | 39 | 11 | 89  |
| 2.º    | GEPU                           | 53 | 31 | 22 | 84  |
| 3.º    | Estudiantes de Bahía Blanca    | 48 | 30 | 18 | 78  |
| 4.º    | Olimpo (Bahía Blanca)          | 46 | 24 | 22 | 70  |
| 5.º    | Quilmes                        | 42 | 21 | 21 | 63  |
| 6.º    | Gimnasia (Comodoro Rivadavia)  | 43 | 21 | 22 | 64  |
| 7.º    | Peñarol                        | 47 | 21 | 26 | 68  |
| 8.º    | Independiente (Neuquén)        | 46 | 24 | 22 | 70  |
| 9.º    | Sport Club Cañadense           | 43 | 20 | 23 | 63  |
| 10.º   | Ferro Carril Oeste             | 42 | 19 | 23 | 61  |
| 11.º   | Gimnasia y Esgrima (Pergamino) | 42 | 18 | 14 | 60  |
| 12.º   | Olimpia (Venado Tuerto)        | 41 | 19 | 22 | 60  |
| 13.º   | Boca Juniors                   | 46 | 17 | 29 | 63  |
| 14.º   | River Plate                    | 47 | 14 | 33 | 60  |

|  |                          |
|  | Finalistas del certamen. |
|  | Desciende a la Liga B.   |

1. ↑  Ganó los puntos del segundo partido por la permanencia ante River Plate tras la no presentación de este último.

## Semifinales y final
|  | Semifinales      | Semifinales      | Semifinales |      |        | Final  | Final | Final |  |
|  |                  |                  |             |      |        |        |       |       |  |
|  |                  |                  |             |      |        |        |       |       |  |
|  | Atenas           | Atenas           | 3           |      |        |        |       |       |  |
|  | Atenas           | Atenas           | 3           |      |        |        |       |       |  |
|  | Olimpo (BB)      | Olimpo (BB)      | 1           |      |        |        |       |       |  |
|  | Olimpo (BB)      | Olimpo (BB)      | 1           |      | Atenas | Atenas | 4     |       |  |
|  |                  |                  |             |      | Atenas | Atenas | 4     |       |  |
|  |                  |                  | GEPU        | GEPU | 1      |        |       |       |  |
|  | GEPU             | GEPU             | GEPU        | GEPU | 1      | 3      |       |       |  |
|  | GEPU             | GEPU             |             |      |        | 3      |       |       |  |
|  | Estudiantes (BB) | Estudiantes (BB) | 2           |      |        |        |       |       |  |
|  | Estudiantes (BB) | Estudiantes (BB) | 2           |      |        |        |       |       |  |
|  |                  |                  |             |      |        |        |       |       |  |

### Final
| 12 de mayo  | Atenas | 88–84 | GEPU |  |  |  |
|             |        |       |      |  |  |  |
|             |        |       |      |  |  |  |
| Serie 1 - 0 |        |       |      |  |  |  |
|             |        |       |      |  |  |  |

| 14 de mayo  | Atenas | 101–94 | GEPU |  |  |  |
|             |        |        |      |  |  |  |
|             |        |        |      |  |  |  |
| Serie 2 - 0 |        |        |      |  |  |  |
|             |        |        |      |  |  |  |

| 19 de mayo  | GEPU | 85–87 | Atenas |  |  |  |
|             |      |       |        |  |  |  |
|             |      |       |        |  |  |  |
| Serie 0 - 3 |      |       |        |  |  |  |
|             |      |       |        |  |  |  |

| 21 de mayo  | GEPU | 104–80 | Atenas |  |  |  |
|             |      |        |        |  |  |  |
|             |      |        |        |  |  |  |
| Serie 1 - 3 |      |        |        |  |  |  |
|             |      |        |        |  |  |  |

| 26 de mayo  | Atenas | 97–89 | GEPU |  |  |  |
|             |        |       |      |  |  |  |
|             |        |       |      |  |  |  |
| Serie 4 - 1 |        |       |      |  |  |  |
|             |        |       |      |  |  |  |